# Wonderfalls
Wonderfalls es una serie de televisión emitida en 2004, y cancelada por la cadena Fox.

## Sinopsis
Wonderfalls es una divertida, provocativa y mágica historia que combina el drama y la comedia situada en las cataratas del Niagara en donde el personaje central es Jaye Tyler. Jaye es una vendedora de souvenirs en una tienda cercana a las cataratas. De unos veintitantos años, sin metas en la vida, su vida cambia cuando tiene un episodio: los objetos con los que vive (juguetes, imágenes de caricaturas, cualquier cosa, incluso los animales) comienzan a hablarle, dándole distintos mensajes que la llevarán a la vida de otras personas que necesitan ayuda. Jaye descubre que el mundo a su alrededor es realmente un lugar mágico aunque el hecho de escuchar hablar objetos signifique perder la cordura.

## Personajes

### Principales
- Jaye Tyler interpretado por Caroline Dhavernas.
- Mahandra McGinty interpretado por Tracie Thoms.
- Eric Gotts interpretado por Tyron Leitso.
- Aaron Tyler interpretado por Lee Pace.
- Sharon Tyler interpretado por Katie Finneran.
- Darrin Tyler interpretado por William Sadler.
- Karen Tyler interpretado por Diana Scarwid.

### Habituales
- Alec interpretado por Neil Grayston
- Heidi Gotts interpretado por Jewel Staite

## Lista de episodios
| #  | Título del episodio (Inglés) | Fecha de emisión        |
| -- | ---------------------------- | ----------------------- |
| 1  | Wax Lion                     | 12 de marzo de 2004     |
| 2  | Pink Flamingos               | 1 de abril de 2004      |
| 3  | Karma Chameleon              | 19 de marzo de 2004     |
| 4  | Wound-Up Penguin             | 26 de marzo de 2004     |
| 5  | Crime Dog                    | 23 de julio de 2004     |
| 6  | Muffin Buffalo               | 23 de julio de 2004     |
| 7  | Barrel Bear                  | 27 de octubre de 2004   |
| 8  | Lovesick Ass                 | 3 de noviembre de 2004  |
| 9  | Safety Canary                | 17 de noviembre de 2004 |
| 10 | Lying Pig                    | 25 de julio de 2004     |
| 11 | Cocktail Bunny               | 25 de julio de 2004     |
| 12 | Totem Mole                   | 8 de diciembre de 2004  |
| 13 | Caged Bird                   | 15 de diciembre de 2004 |